# アンドレス・セゴビア
アンドレス・セゴビア（Andrés Segovia、本名：Andrés Segovia Torres、爵位：サロブレーニャ初代侯爵（1st Marquis of Salobreña）1893年2月21日 - 1987年6月2日）は、スペインのギタリスト。音楽史研究者やギター奏者から「現代クラシック・ギター奏法の父」と称される。

## 生涯

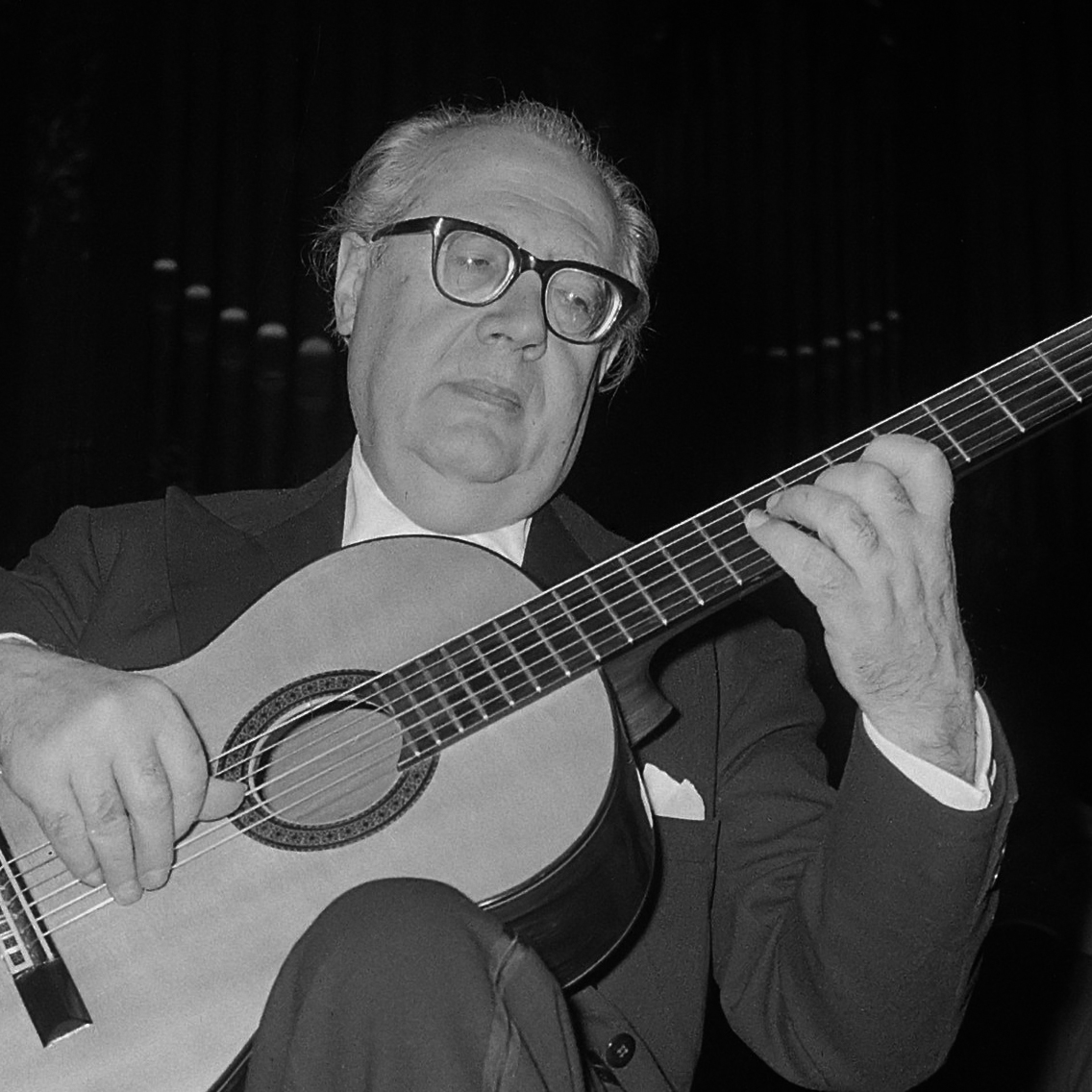
1962年のセゴビア

ハエン県リナーレスで生まれた。4歳でギターに触れる。最初の演奏会は16歳のときスペイン国内で、それから数年後には、初めてプロの演奏家としてマドリッドで演奏会を行い、フランシスコ・タレガによる編曲集と、自身の編曲によるバッハの作品を演奏した。家族からは常に妨害され、タレガの門人の多くからは見下されていたが、弛まずギター演奏の研鑽を続けた。
セゴビアの演奏技巧は、タレガの高弟ミゲル・リョベートとエミリオ・プジョールの集まるサロンに通いタレガ奏法を見て学び取り、発展をさせた。タレガ派から踏襲した『（弾弦前に）指頭で弦を押し、爪から抜くタッチ』と『爪のみをで弾く明るいスタッカート』を加え色彩感をひき出した。当時のクラシック・ギター演奏家たちは、フラメンコ、マンドリン、歌伴奏のギター「かき鳴らし」からの脱却を目指し、クラシック音楽的な楽音を目指していた。
彼の卓越した演奏技巧と豊富なタッチ種類は、聴衆を驚嘆させた。結果的に、ギターはもはや大衆音楽の楽器としてだけでなく、クラシック音楽の演奏にもふさわしいとみなされるようになった。
彼は生涯を通じて進歩を続け、より多くの聴衆のために演奏するようになるにつれて、既存のギターでは、満足な音量が得られないため、大規模な演奏会場（1000人以上）での演奏にとって不十分であると実感するようになった。これによって演奏技術の向上と、楽器の自然な音量の改善をもくろむようになった。
彼は楽器製作者と協働して、今日のクラシック・ギターとして知られるようなデザインを編み出した。これは、より良い木材と、ナイロン弦の利用が特徴的である。音響効果を改善するためにギターの形状も変更された。この新型ギターは、それ以前に世界各地で使われてきたギターに比べて、より大きな音が出せるようになった。
1928年にアメリカ合衆国における演奏旅行の後、「ギター弾き」として有名になった。演奏や芸術家としての姿勢はスペイン内外の作曲界に感銘を与え、20世紀に数多くのギター作品が作曲された。とくに、直接作品を献呈した作曲家としては、ヴィラ＝ロボスのほか、アルベール・ルーセルやマヌエル・ポンセ、カステルヌオーヴォ＝テデスコ、アレクサンデル・タンスマンらの名を挙げることができる。自身も、多くのクラシック音楽をギター用に編曲したり、タレガらによるギター用の編曲を復活上演させたりした。
彼は生涯にわたって多くの学生をかかえたが、中でも有名な門人はアリリオ・ディアス、松田晃演、クリストファー・パークニングやジョン・ウィリアムス、エリオット・フィスク、オスカー・ギリア、ステファノ・グロンドーナ、フォルクローレ奏者のソンコ・マージュらである。これらの門人は、彼の遺産を引き継ぎ、ギターの存在やレパートリー、認識を広げるために尽力している。
1987年6月2日、マドリッドにて心臓発作により死去。94歳であった。亡くなった当日、訪日中のスペイン国立管弦楽団（指揮: ヘスス・ロペス・コボス、ギター: ナルシソ・イエペス）により追悼演奏（ロドリーゴのアランフェス協奏曲の第2楽章）が成された。1985年エルンスト・フォン・ジーメンス音楽賞受賞。

## 主なディスコグラフィ

### アルバム
- Guitar Solos (1949年、Decca)
- An Evening With Andres Segovia (1954年、Decca) ※1999年グラミーの殿堂入り
- Golden Jubilee (1958年-1960年、Brunswick) ※1958年グラミー賞最優秀インストゥルメンタル・ソロ演奏（オーケストラなし）受賞
- Ingterpreta: Granados, Albéniz, Scarlatti, Paganini (1961年、Deutsche Grammophon)
- Segovia plays Bach (1969年、Saga)
- Castles of Spain (1970年、Decca)
- El arte de Andrés Segovia (1970年、MCA)
- Fantasia para un Gentilhombre (1972年、MCA)
- Recital intimo (1975年、Intercord)
- The Segovia Collection (1989年-1991年、MCA) ※9枚組
  - Vol. 1: The Legendary Andrés Segovia in an All-Bach Program
  - Vol. 2: The Legendary Andrés Segovia plays "Fantasia para un Gentilhombre", "Concierto del Sur", "Castles of Spain"
  - Vol. 3: The Legendary Andrés Segovia: my Favorite Works
  - Vol. 4: The Legendary Andrés Segovia: The Baroque Guitar
  - Vol. 5: The Legendary Andrés Segovia: five centuries of the Spanish Guitar
  - Vol. 6: The Legendary Andrés Segovia: Ponce sonatas
  - Vol. 7: The Legendary Andrés Segovia: Guitar etudes
  - Vol. 8: The Legendary Andrés Segovia: Mario Castelnuovo-Tedesco
  - Vol. 9: "The Legendary Andrés Segovia: The Romantic  Guitar"
- The complete 1949 London Recordings (1994年、Testament)
- The complete Early Recordings (1927–1939) (1997年、Fono Enterprise)
- The Art of Segovia (2002年、Deutsche Grammophon)
- The Segovia Collection (2003年、Deutsche Grammophon) ※4枚組
  - Vol. 1: Rodrigo, Boccherini, Ponce
  - Vol. 2: Rodrigo, Ponce, Castelnuovo-Tedesco, Torroba, Mompou
  - Vol. 3: Albeniz, Granados, Sanz, Sor
  - Vol. 4: Johann Sebastian Bach
- Andres Segovia: 1950s American Recordings (2007年、Naxos)
- Ponce: "Concierto del Sur". Rodrigo: "Fantasia para un Gentilhombre" (2012年、Naxos)
- Segovia – Guitar Music (2016年、Brilliant Classics) ※セゴビア作曲、アルベルト・ラ・ロッカ演奏。収録: 11 Preludios, Estudio en mi mayor, Estudio para Deli, Recordando a Deli, Estudios, Estudio-Vals, Estudio sin luz, Improntu, Two Pieces, Veintitrés canciones populares de distintos paìses